# Pietro Terziani
Pietro Terziani (Roma, 22 de febrero de 1763 - Roma, 5 de octubre de 1831) fue un compositor italiano. Probablemente fue abuelo de Eugenio y tatarabuelo de Rafaele, ambos también destacados compositores.
Hizo sus estudios musicales en Roma y Nápoles, y el 1788 empezó a escribir para el teatro, siendo su primera producción Il Creso, que se representó en Venecia y a la que le siguieron otras óperas. Después de haber viajado por Italia, Alemania y España, volvió a Roma, donde obtuvo la plaza de maestro de capilla de la Archibasílica de San Juan de Letrán (1816), cargo que ocupó hasta que murió. 
Escribió un gran número de composiciones para la iglesia, entre las cuales destacan:
- 11 misas a 4 voces;
- 3 misas a 8 voces;
- Los Salmos Confitebor y Laudate, a 4 voces;
- Avemaria con Aleluya, a 8 voces;
- Graduales, Motetes, y Antifones Dixit, a 4 voces y orquesta;
- Otro Dixit, a 8 voces;
- Laetatus sum, a 4 voces y orquesta;
- Beatus vir, a 4 voces y orquesta;
- Dos misas a 4 voces y orquesta;
- Una Misa a 8 voces y orquesta;
- Vísperas completas, a dos coros, órgano y orquesta;
- Letanías con eco y orquesta;
- Dos Te Deum, a 4 voces y orquesta.